# Mentalista (serial telewizyjny)
Mentalista (ang. The Mentalist) – amerykański serial kryminalny, którego premiera odbyła się 23 września 2008 na kanale CBS. W Polsce można go oglądać od 7 grudnia 2008 roku w kolekcji nSeriale na platformie cyfrowej n, od 8 grudnia 2008 za pośrednictwem Canal +, od 6 września 2010 na antenie TVN, a od 29 lutego 2016 na kanale Universal Channel. 23 września 2010 CBS wyemitowało pierwszy odcinek 3 serii serialu.
Premiera czwartego sezonu odbyła się 22 września 2011 na kanale CBS.

## Fabuła
Patrick Jane po stracie córki i żony zabitych przez seryjnego mordercę, znanego jako Red John, zostaje konsultantem pracującym dla Kalifornijskiego Biura Śledczego (CBI). Jego zdolności obserwacyjne pomagają rozwiązywać najtrudniejsze zagadki. Pomagają mu w tym Teresa Lisbon (szefowa oddziału), Kimball Cho, Wayne Rigsby oraz Grace Van Pelt.
Czeka na dzień, w którym pomści śmierć swojej żony oraz córki.
Każdy odcinek serialu to inna kryminalna zagadka, jednak jego całość opowiada niezliczone historie o miłości, przyjaźni, zemście, zdradzie, ludzkim współczuciu i wewnętrznej przemianie.

## Obsada

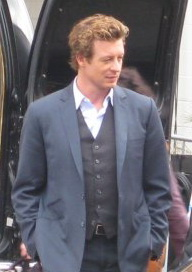
Mentalista (Simon Baker)

- Simon Baker jako Patrick Jane – główny bohater serialu, tytułowy Mentalista. Jane został wychowany przez wyzutego z uczuć ojca – magika. Od dziecka uczony był, jak manipulować drugim człowiekiem. Wszystko zmienia się jednak z dniem, kiedy Jane poznaje swoją żonę, także żyjącą w realiach cyrku i parków rozrywki. Wspólnie postanawiają porzucić dotychczasowy tryb życia i założyć rodzinę. Mają córkę. Jane zarabia na życie pracując jako medium. Jednak pewnego dnia zdradza w programie telewizyjnym reporterce, iż wykorzystuje swoje domniemane zdolności parapsychologiczne, by uchwycić seryjnego mordercę Red Johna. Kiedy wraca do domu, zastaje swoją żonę i córkę zamordowane przez psychopatycznego mordercę. By pomścić ich życie, musi odnaleźć człowieka, który odebrał mu wszystko. Podejmuje więc pracę dla Kalifornijskiego Biura Śledczego (CBI). Tu zaczyna się gra między żądnym zemsty i sprawiedliwości Patrickiem a psychopatą, seryjnym mordercą. Jane nie wierzy w bycie medium. Jest mentalistą, nie ma nadprzyrodzonych zdolności. Umie czytać ludzkie zachowania, zna wiele sztuczek, potrafi manipulować ludźmi, wprowadzać ich w stan hipnozy. Jego niekonwencjonalne metody pracy pomagają w ujęciu wielu morderców.
- Robin Tunney jako Teresa Lisbon – starsza agentka specjalna w Kalifornijskim Biurze Śledczym (CBI), przewodniczy drużynie w której pracuje Patrick Jane. Chociaż Jane doprowadza ją często do szaleństwa swoimi niekonwencjonalnymi metodami śledczymi, Lisbon ma do niego pewną słabość. Uważa, że jest wspaniałym pracownikiem i dobrym człowiekiem. Chociaż Jane wielokrotnie wpędza ją i siebie w tarapaty, ona zawsze stara się ich wyciągnąć wszystkich z opresji i dba o to, by Jane nie stracił swej posady. Matka Teresy zginęła w wypadku samochodowym pozostawiając córkę z ojcem pijakiem i trójką braci, którymi dziewczyna musiała się zaopiekować. Teresa prowadzi ze swoim zespołem sprawę seryjnego mordercy, Red Johna. Sprawa zostaje jej na krótko odebrana i przechodzi w ręce jej mentora, Sama Bosco. Bosco zostaje jednak zamordowany z polecenia Red Johna, ponieważ mordercy nie podobało się, że ktoś inny prowadzi jego sprawę. Teresa jest jedyną osobą w całym zespole, której Patrick ufa bezgranicznie. Niewykluczone, iż Teresę i Patricka łączy romantyczne uczucie.
- Tim Kang jako Kimball Cho – agent specjalny w zespole Teresy Lisbon. Jest zawsze opanowany, spokojny, sprawiedliwy, prostolinijny, skryty, posiada specyficzne poczucie humoru. Przyjaźni się z agentem Rigsbym. Często jako pierwszy orientuje się, na czym polegają nowe sztuczki Patricka. Cho ma za sobą trudne dzieciństwo, należał niegdyś do gangu. Jest lubiany przez dzieci. Ma dziewczynę spoza branży – nie zajmującą się łapaniem przestępców.
- Owain Yeoman jako Wayne Rigsby – agent specjalny CBI, członek zespołu Teresy Lisbon, specjalista od podpaleń. Zakochany od pierwszego wejrzenia w agentce Grace Van Pelt. Wdaje się z nią w krótki romans, choć wie, iż jest to zabronione, ponieważ pracują w jednym zespole. Rigsby postanawia poświęcić swoją karierę dla Grace, jednak dziewczyna zrywa z nim. Swoją decyzję uzasadnia tym, iż nie byłaby w stanie zrobić dla niego tego samego. Rigsby szanuje jej decyzję, jednak nigdy nie godzi się z faktem, iż nie jest już w związku z Grace. Później poznaje prawniczkę Sarę, która zachodzi z nim w ciążę i mają synka. Rigsby również ma za sobą ciężką przeszłość – wychowywał go ojciec kryminalista.
- Amanda Righetti jako Grace Van Pelt – agentka specjalna CBI, członkini zespołu Teresy Lisbon. Młoda, piękna, dołącza do zespołu i od razu, nieświadomie, rozkochuje w sobie agenta Rigsby. Kończy ten krótki, zakazany romans z partnerem CBI z miłości do swojej kariery śledczej. Ciężko jest jej się pogodzić z utratą ukochanego, jednak zakochuje się ponownie, tym razem w agencie FBI. Zaręczają się i omal nie biorą ślubu, gdy Grace odkrywa, że jej narzeczony pracuje dla Red Johna. Zabija go w obronie własnej, co na pewien czas doprowadza ją do traumy.

Role drugoplanowe:
- Rockmond Dunbar – Dennis Abbott
- Joe Adler – Jason Wylie
- Aunjanue Ellis – Madeleine Hightower
- Michael Gaston – Gale Bertram
- Gregory Itzin – Virgil Minelli
- Emily Swallow – Kim Fischer
- Pruitt Taylor Vince – J.J. LaRoche
- Josie Loren – Michelle Vega
- Michael Rady – Luther Wainwright
- Rebecca Wisocky – Brenda Shettrick
- David Norona – Osvaldo Ardiles
- Eric Winter – Craig O'Laughlin
- Samaire Armstrong – Summer Edgecombe
- Pedro Pascal – agent Marcus Pike
- Kevin Corrigan – Bob Kirkland
- Terry Kinney – Sam Bosco
- Jillian Bach – Sarah Harrigan
- Catherine Dent – Susan Darcy
- Drew Powell – Reede Smith
- Malcolm McDowell – Bret Stiles
- Reed Diamond – Ray Haffner
- Jack Plotnick – Brett Partridge
- Emmanuelle Chriqui – Lorelei Martins
- Xander Berkeley – szeryf McAllister
- Leslie Hope – Kristina Frye

W epizodach wystąpili m.in.: Robert Picardo, Missi Pyle, William Forsythe, Polly Walker, Paul Michael Glaser, John Aylward, John Billingsley, Stacy Edwards, Elpidia Carrillo, Dan Lauria, Megan Gallagher, John de Lancie, Connor Trinneer, Linda Park, Ethan Phillips, Perry King, Ray Wise, Jake Busey, Wes Studi, Sharon Lawrence, Magda Apanowicz, Morena Baccarin, Alicia Witt, Eric Winter, Josie Loren, Dylan Baker, Steven Culp, Pedro Pascal, Lucy Davis.